# بطولة أمستردام 1988
بطولة أمستردام 1988 هو موسم من بطولة أمستردام، أقيم بتاريخ 1988، وفاز فيه نادي سامبدوريا.